# Linton (Dakota del Norte)
Linton es una ciudad ubicada en el condado de Emmons, en el estado estadounidense de Dakota del Norte. En el censo de 2010 tenía una población de 1097 habitantes y una densidad poblacional de 567,01 personas por km².

## Geografía
Linton se encuentra ubicada en las coordenadas 46°16′7″N 100°14′0″O / 46.26861, -100.23333. Según la Oficina del Censo de los Estados Unidos, Linton tiene una superficie total de 1.93 km², de la cual 1.93 km² corresponden a tierra firme y (0%) 0 km² es agua.

## Demografía
Según el censo de 2010, había 1097 personas residiendo en Linton. La densidad de población era de 567,01 hab./km². De los 1097 habitantes, Linton estaba compuesto por el 98.18% blancos, el 0.09% eran afroamericanos, el 0.18% eran amerindios, el 0.27% eran asiáticos, el 0% eran isleños del Pacífico, el 0% eran de otras razas y el 1.28% pertenecían a dos o más razas. Del total de la población el 0.55% eran hispanos o latinos de cualquier raza.